# 무차차 데 바리오
《무차차 데 바리오》(스페인어: Muchacha de barrio)은 1979년 방영된 멕시코의 텔레노벨라이다.